# Partecipanti alla Clásica Jaén Paraiso Interior 2025
Elenco dei partecipanti alla Clásica Jaén Paraiso Interior 2025.
La Clásica Jaén Paraiso Interior 2025 è stata la quarta edizione della corsa. Alla competizione presero parte 13 squadre: 5 con licenza UCI World Tour 2025, 6 UCI ProTeam, 1 UCI Continental Team e 1 selezione nazionale.
Accreditati alla partenza 90 ciclisti.

## Corridori per squadra
Nota: R ritirato, NP non partito, FT fuori tempo, SQ squalificato
| Movistar Team              | Movistar Team           | Movistar Team           | Ineos Grenadiers       | Ineos Grenadiers       | Ineos Grenadiers       | UAE Team Emirates XRG        | UAE Team Emirates XRG        | UAE Team Emirates XRG        |
| -------------------------- | ----------------------- | ----------------------- | ---------------------- | ---------------------- | ---------------------- | ---------------------------- | ---------------------------- | ---------------------------- |
| N°                         | Ciclista                | Clas.                   | N°                     | Ciclista               | Clas.                  | N°                           | Ciclista                     | Clas.                        |
| 1                          | Jon Barrenetxea         | 21°                     | 11                     | Egan Bernal            | R                      | 21                           | Igor Arrieta                 | 14°                          |
| 2                          | Carlos Canal            | 8°                      | 12                     | Omar Fraile            | 34°                    | 22                           | Matt Schwarzbacher           | 15°                          |
| 3                          | Iván García Cortina     | R                       | 13                     | Michał Kwiatkowski     | 1°                     | 23                           | Isaac Del Toro               | 2°                           |
| 4                          | Mathias Norsgaard       | NP                      | 14                     | Ben Turner             | 11°                    | 24                           | Brandon McNulty              | 12°                          |
| 5                          | Lorenzo Milesi          | 16°                     | 15                     | Axel Laurance          | 5°                     | 25                           | Adria Pericas                | 32°                          |
| 6                          | Gonzalo Serrano         | 46°                     | 16                     | Óscar Rodríguez        | R                      | 26                           | Marc Soler                   | 48°                          |
| 7                          | Gregor Mühlberger       | 44°                     | 17                     | Connor Swift           | 29°                    | 27                           | Tim Wellens                  | 10°                          |
| Team Visma-Lease a Bike    | Team Visma-Lease a Bike | Team Visma-Lease a Bike | Burgos-Burpellet-BH    | Burgos-Burpellet-BH    | Burgos-Burpellet-BH    | Caja Rural-Seguros RGA       | Caja Rural-Seguros RGA       | Caja Rural-Seguros RGA       |
| N°                         | Ciclista                | Clas.                   | N°                     | Ciclista               | Clas.                  | N°                           | Ciclista                     | Clas.                        |
| 31                         | Wout Van Aert           | 39°                     | 41                     | José Manuel Díaz       | 19°                    | 51                           | Julen Arriola-Bengoa         | 38°                          |
| 32                         | Loe van Belle           | 51°                     | 42                     | George Jackson         | 68°                    | 52                           | Fernando Barceló             | 20°                          |
| 33                         | Tiesj Benoot            | 23°                     | 43                     | Eric Fagúndez          | 6°                     | 53                           | Joseba López                 | 31°                          |
| 34                         | Sepp Kuss               | 40°                     | 44                     | Daniel Cavia           | 53°                    | 54                           | Alex Molenaar                | 17°                          |
| 35                         | Ben Tulett              | 9°                      | 45                     | Clément Alleno         | 24°                    | 55                           | Joel Nicolau                 | 18°                          |
| 36                         | Menno Huising           | 63°                     | 46                     | Josh Burnett           | 36°                    | 56                           | Eduard Prades                | 22°                          |
| 37                         | Tijmen Graat            | 59°                     | 47                     | Ángel Fuentes          | R                      | 57                           | Tomas Silva                  | R                            |
| Euskaltel-Euskadi          | Euskaltel-Euskadi       | Euskaltel-Euskadi       | Team Flanders-Baloise  | Team Flanders-Baloise  | Team Flanders-Baloise  | Illes Balears Arabay Cycling | Illes Balears Arabay Cycling | Illes Balears Arabay Cycling |
| N°                         | Ciclista                | Clas.                   | N°                     | Ciclista               | Clas.                  | N°                           | Ciclista                     | Clas.                        |
| 61                         | Iker Bonillo            | R                       | 71                     | Alex Colman            | 33°                    | 81                           | Edgar Curto                  | R                            |
| 62                         | Xabier Berasategi       | R                       | 72                     | Brem Deman             | 37°                    | 82                           | Ricard Fito                  | 43°                          |
| 63                         | Gotzon Martín           | 42°                     | 73                     | Siebe Deweirdt         | 55°                    | 83                           | Joan Gamundi                 | 60°                          |
| 64                         | Louis Sutton            | 57°                     | 74                     | Vince Gerits           | 65°                    | 84                           | José María García            | 30°                          |
| 65                         | Unai Zubeldia           | 67°                     | 75                     | Yentl Vandevelde       | 61°                    | 85                           | Unai Esparza                 | 58°                          |
| 66                         | Paul Hennequin          | R                       | 76                     | Ward Vanhoof           | 62°                    | 86                           | Joan Albert Riera            | R                            |
| 67                         | Iker Mintegi            | 66°                     | 77                     | Victor Vercouillie     | 64°                    | 87                           | Sergio Trueba                | 27°                          |
| Q36.5 Pro Cycling Team     | Q36.5 Pro Cycling Team  | Q36.5 Pro Cycling Team  | Selezione spagnola U23 | Selezione spagnola U23 | Selezione spagnola U23 | Equipo Kern Pharma           | Equipo Kern Pharma           | Equipo Kern Pharma           |
| N°                         | Ciclista                | Clas.                   | N°                     | Ciclista               | Clas.                  | N°                           | Ciclista                     | Clas.                        |
| 91                         | Gianluca Brambilla      | R                       | 101                    | I. Gutierrez Mercader  | R                      | 111                          | Iñigo Elosegui               | 28°                          |
| 92                         | Walter Calzoni          | R                       | 102                    | Pau Martí              | 25°                    | 112                          | Mikel Retegi                 | 50°                          |
| 93                         | Fabio Christen          | R                       | 103                    | Hodei Munoz            | 54°                    | 113                          | Ibon Ruiz                    | 3°                           |
| 94                         | Mark Donovan            | 47°                     | 104                    | Héctor Álvarez         | 45°                    | 114                          | Francisco Galván             | R                            |
| 95                         | David Gonzalez          | 26°                     | 105                    | Adrián Benito          | R                      | 115                          | Haimar Etxeberria            | R                            |
| 96                         | Milan Vader             | R                       | 106                    | Marc Torres            | 56°                    | 116                          | Mats Wenzel                  | 41°                          |
| 97                         | Kamil Małecki           | R                       | 107                    | Marc Zafra             | R                      | 117                          | Pablo Carrascosa             | 35°                          |
| Decathlon AG2R La Mondiale |                         |                         |                        |                        |                        |                              |                              |                              |
| N°                         | Ciclista                | Clas.                   |                        |                        |                        |                              |                              |                              |
| 121                        | Clément Berthet         | 7°                      |                        |                        |                        |                              |                              |                              |
| 122                        | Stan Dewulf             | 52°                     |                        |                        |                        |                              |                              |                              |
| 123                        | Noa Isidore             | R                       |                        |                        |                        |                              |                              |                              |
| 124                        | Jordan Labrosse         | 4°                      |                        |                        |                        |                              |                              |                              |
| 125                        | Nicolas Prodhomme       | 13°                     |                        |                        |                        |                              |                              |                              |
| 126                        | Callum Scotson          | 49°                     |                        |                        |                        |                              |                              |                              |